# Донадони, Роберто
Робе́рто Донадо́ни (итал. Roberto Donadoni; 9 сентября 1963, Чизано-Бергамаско, Бергамо, Ломбардия) — итальянский футболист, выступавший на позиции правого полузащитника. После окончания игровой карьеры стал тренером. Магистр высшей школы тренеров города Коверчано, которую закончил в 2002 году. Имеет диплом геодезиста.
Роберто Донадони начал спортивную карьеру в клубе «Аталанта», затем выступал за «Милан». В составе «россонери» Донадони стал шестикратным чемпионом Италии, трёхкратным победителем Лиги чемпионов, многократным обладателем Суперкубка Италии. Позднее Донадони играл за американский клуб «Нью-Йорк МетроСтарз», потом вновь за «Милан». Карьеру футболиста Роберто завершил в аравийском клубе «Аль-Иттихад».
Роберто Донадони играл в сборной Италии. В составе итальянской сборной он стал серебряным и бронзовым призёром чемпионата мира и кавалером ордена за заслуги перед Итальянской Республикой.
В качестве тренера Донадони возглавлял клубы «Лекко» с 2001 года по 2002 год, «Ливорно» с 2002 по 2003 год, «Дженоа» с 2003 по 2004 год, вновь «Ливорно» с 2004 по 2006 год. С 2006 по 2008 год Роберто Донадони был главным тренером сборной Италии на чемпионате Европы, но команда завершила выступление на стадии четвертьфинала чемпионата, проиграв сборной Испании. С 11 марта по 6 октября 2009 года Донадони работал главным тренером клуба «Наполи». С ноября 2010 года по 2011 год Роберто возглавлял «Кальяри». С 2012 года являлся главным тренером «Пармы». С 2015 года по 2018 год был главным тренером «Болоньи». С 2019 по 2020 год руководил клубом «Шэньчжэнь».

## Биография
Роберто Донадони родился 9 сентября 1963 года в Чизано-Бергамаско, расположенном в 16 км от Лекко и в 18 км от Бергамо, в крестьянской семье, владевшей наделом земли и коровником. Как и во многих других семьях в провинциальных городках Италии, семья Донадони была многочисленной (у отца Роберто было 11 братьев и сестёр, а у матери, Джакомины, 5 сестёр). Сам Роберто был четвёртым ребёнком, у него есть старшие братья Джорджо и Джильола, а также сестра Мария Роза. Часть населения Чизано-Бергамаско было занято сельским хозяйством, здесь выращивают кукурузу и виноград. До сих пор любимым местом отдыха Роберто является природа, сам он говорит, что «задыхается» в городе.

«Как и во что играл маленький Роберто Донадони?»

Донадони: «Как и другие дети и юноши моего возраста. Мы выходили из школы и шли к полю у прихода, где играли в футбол, но не только. Из года в год мы устраивали подобие Олимпиад, в которых участвовали и дети старшего возраста, в том числе мой брат Джорджио. Игровые дисциплины были необычны, но там было просто море веселья»

В девятилетнем возрасте Донадони вместе со своими братьями стал игроком местной молодёжной команды «Чизанезе», соревновавшейся на поле позади церковного прихода с такими же командами из местных мальчишек. Брат, Роберто Джорджио, был лучшим игроком клуба, но, получив однажды травму, по совету отца семейства ушёл в банкиры, а Роберто продолжил занятия спортом. В 12 лет у Донадони, проявлявшего неплохие футбольные способности, появились первые бутсы, Адидас Ривера.

«Но футбол был главным?»

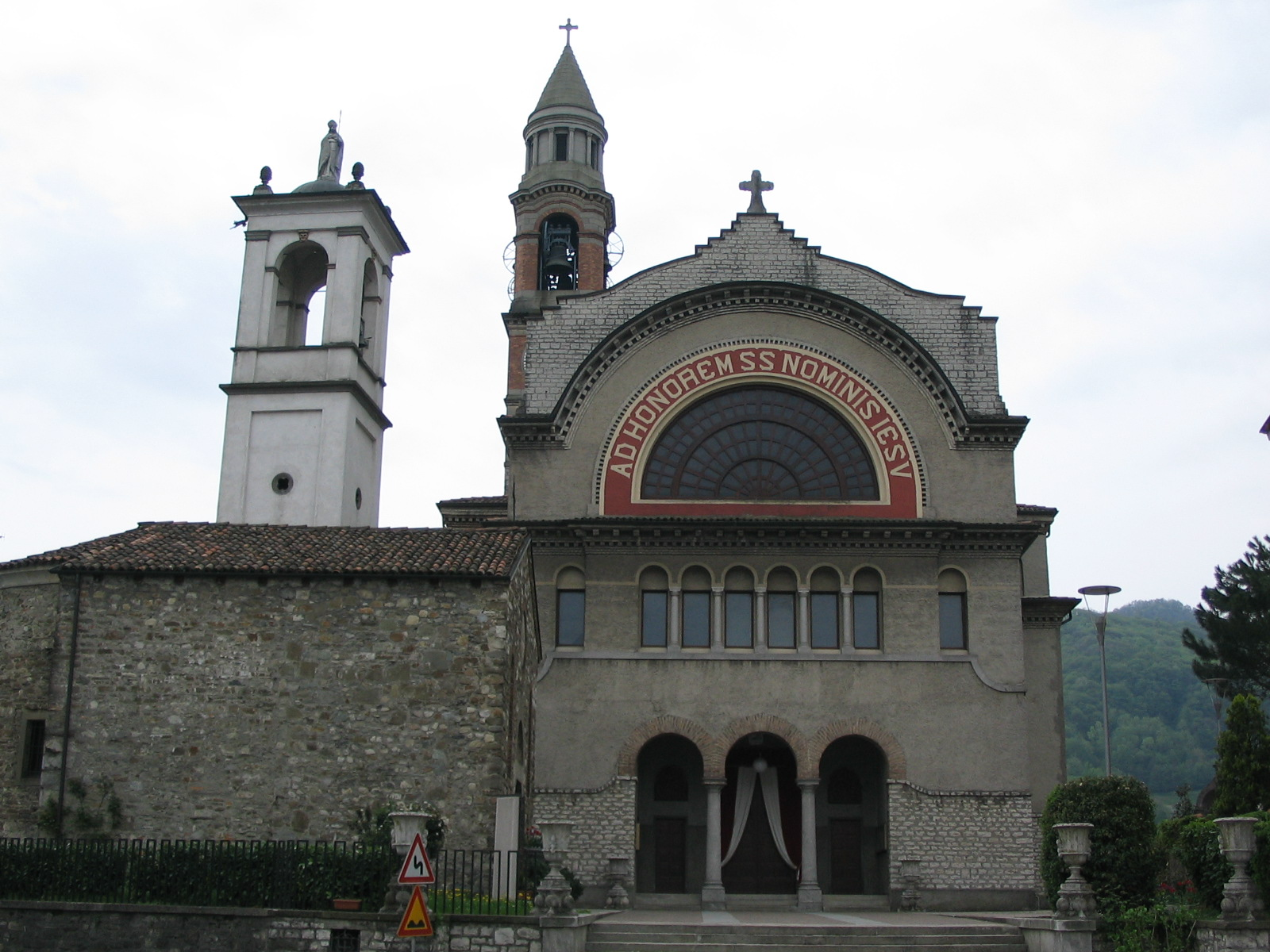
Церковный приход, за которым находилось поле, где в детстве часто играл Донадони

Донадони: «Конечно, кто же не играл в футбол в нашей стране? В футбол играли даже там, где не было поля, было достаточно ровной поляны и четырёх камней, изображающих ворота.»

Помехой в футбольной карьере Роберто поначалу был его маленький рост: в 14 лет он составлял всего лишь 145 см, но со временем Роберто подрос, и проблема исчезла сама по себе.

### Игровая карьера

#### Карьера в «Аталанте»
Свою профессиональную карьеру Роберто начал в клубе «Аталанта», после того как игру молодого Донадони заметил один из тренеров молодёжи клуба, Рафаэлло Бонифакьо. Чтобы играть за молодёжь «Аталанты», на тренировки, проходившие на бывшем поле военной части, Донадони ехал на автобусе 18 км, а затем шёл пешком от автобусной остановки ещё полкилометра. Его автобус после тренировки уходил в 18.00, а если Роберто не успевал на него, то ему приходилось ждать следующего рейса в 21.00.
В 1982 году Донадони дебютировал за основной состав «Аталанты». В это время клуб находился в Серии В. Донадони удалось быстро добиться места в основе команды, и в первом же сезоне он вышел на поле в 18-ти матчах. Через год клуб занял первое место во втором итальянском дивизионе и вышел в Серию А, в том числе и благодаря Донадони, который провёл 26 матчей и забил 2 мяча. В Серии А Донадони дебютировал 16 сентября 1984 года в матче с клубом «Интернационале», завершившимся со счётом 1:1, а по окончании чемпионата клуб занял 10-е место, став самой «ничейной» командой лиги, поделив очки с соперниками 18 раз. В свой последний сезон в составе «Аталанты» Донадони сумел забить свой первый гол в Серии А. Это произошло на 31-й минуте встречи с клубом «Пиза», на 75-й минуте соперник сравнял счёт, и игра так и завершилась 1:1. Всего в первенстве Донадони забил за «Аталанту» 3 мяча, а клуб занял 8-е место. Любопытно, что уже в следующем сезоне после ухода Донадони из команды, «Аталанта» вылетела в Серию В. Уже в середине сезона с агентом Донадони, по поводу перехода Роберто, начали контрактировать ведущие итальянские клубы, такие как «Милан», «Рома», «Интер» и «Ювентус». Римский клуб почти договорился о трансфере Донадони, однако в последний момент изменил решение и заключил договор о переходе молодого хавбека, являвшегося воспитанником школы «Ромы», Паоло Балдиери из «Пизы».
В 1984 году Донадони получил первое приглашение в молодёжную сборную Италии на матч со Швейцарией, однако на поле так и не вышел. В составе молодёжной национальной команды он дебютировал 12 марта 1985 года против команды Австрии, а 28 марта забил свой первый мяч за молодёжную сборную, на 87-й минуте встречи поразив ворота Бельгии. Роберто быстро стал игроком основы и лидером молодёжной сборной, наряду с Роберто Манчини и Рикардо Ферри. Он участвовал во всех играх в квалификации к молодёжному чемпионату Европы, лишь изредка проигрывая конкуренцию за место в составе Балдиери. В 1986 году в составе команды он отправился на финальный турнир, где провёл все три игры. Итальянцы дошли до финала, где, сыграв в основное время 0:0 с командой Испании, проиграли по пенальти.

#### Карьера в «Милане»
Летом 1986 года Донадони был куплен «Миланом» за 3,5 млрд лир, клубом за который он болел с детства. Это была скандальная сделка, потому что футболист, уже давший личное согласие и подтверждение в прессе на переход в «Ювентус», неожиданно подписал контракт с прямым конкурентом туринского клуба. Донадони стал первым приобретением нового президента команды, Сильвио Берлускони, при чём покупка президентом футболиста не обговаривалась с главным тренером клуба, Нильсом Лидхольмом. Первый матч в футболке «россонери» Донадони сыграл 27 июля против «Випитено». Встреча завершилась со счётом 6:0 в пользу «россонери». В августовских межсезонных матчах Донадони несколько раз в прессе высказался, что «Милан» играл достаточно медленно, за что получил выговор от Лидхольма, назвавшего слова Роберто провинциальными. 24 августа Донадони дебютировал в официальной игре на Кубок Италии против клуба «Самбенедеттезе», которую миланисты выиграли 1:0. 14 сентября Донадони впервые сыграл за «Милан» в Серии А. Правда, игра для чёрно-красного клуба оказалась неудачной: клуб «дома» проиграл «Асколи» 0:1. В «Милане» Лидхольм сразу начал делать ставку на Донадони, поставив его левым центральным полузащитником, где Роберто, вместе с другим новичком клуба, Даниеле Массаро, должен был «закрывать» центр поля. В связке двух центральных полузащитников, Донадони был более нацеленным на атаку, а Массаро на оборону команды.
Чуть позже «россонери» Донадони, привыкший играть в центре поля, был переведён на правый фланг полузащиты. Этому способствовал новый главный тренер клуба, Арриго Сакки, появившийся летом 1987 года и требовавший от своих подопечных великолепной физической формы. Донадони, выходец из крестьянской семьи, с детства привыкший к большим физическим нагрузкам, идеально подходил на роль крайнего полузащитника, игравшего и в атаке, и в зашите. Футболиста, которому выносливость чрезвычайно необходима. Болельщики «Милана» восхищались крайней неуступчивостью Донадони на поле: он вступал в единоборства даже ценой травм и ушибов. Его партнёр по команде Рууд Гуллит прозвал Роберто за это «Костью».
Арриго Сакки был сторонником революционной по тем временам схемы 4-4-2, к тому же он проповедовал идеи «тотального футбола», в котором все игроки и защищаются, и атакуют. Но особое значение Сакки придавал работе игроков без мяча и прессингу по всей ширине поля. В футбол, проповедуемый Сакки, неуступчивый Донадони вписывался идеально, к тому же, Роберто очень любил подключаться к атакам. В первом же сезоне работы Сакки с командой, «Милан» победил в чемпионате Италии, и Донадони стал одним из творцов этой победы, создав вместе с Анджело Коломбо и Карло Анчелотти «кулак» в центре поля. 3 января 1988 года на 78-й минуте встречи он забил 4-й мяч в ворота чемпиона предыдущего года, клуба «Наполи». Всего в чемпионате сезона 1987/1988 Донадони забил 4 гола. «Скудетто» 1988 года стал 11 в истории «Милана» и первым трофеем в карьере Роберто. Вклад футболиста был оценен и руководством клуба, продлившим контракт с футболистом до июня 1990 года.

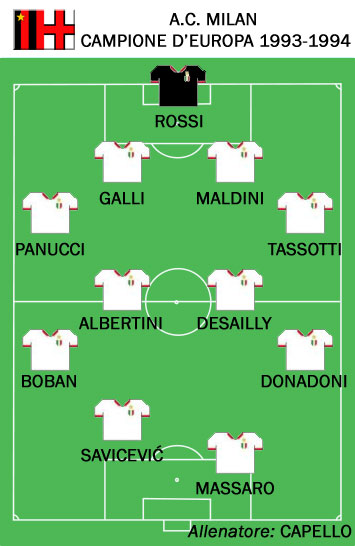
Схема игры «Милана» в сезоне 1993/1994

В следующем году «Милан» добился ещё более впечатляющих результатов — он выиграл Кубок европейских чемпионов, в полуфинальном матче соревнования, проходившим 19 апреля 1989 года, «разгромив» мадридский «Реал» со счётом 5:0. Роберто Донадони был одним из лучших игроков встречи, он сделал голевую передачу на Рууда Гуллита и забил последний мяч в этой игре. А на одной из ранних стадий турнира, в матче «Милана» с клубом «Црвена Звезда», Донадони получил удар по голове после стыка с игроком команды соперника Гораном Васильевичем и потерял сознание на поле, после чего ему потребовалась срочная помощь врача «Милана», Джанни Монти, сделавшего футболисту искусственное дыхание. По словам врача югославского клуба Бранко Несовича, именно он помог полузащитнику, сделав массаж сердца и ограничив западение языка. Позже Паоло Мальдини сказал: «Роберто был без сознания, его глаза закатились, а зубы были так стиснуты, что они не могли открыть рот». В больнице Роберто диагностировали черепно-мозговую травму и перелом челюсти, полузащитнику даже вставили в неё специальную скобу, из-за чего он не играл более двух месяцев. В том же году клуб стал лучшей командой мира, победив в финале Межконтинентального кубка клуб «Атлетико Насьональ». Несмотря на успехи на международной арене, в национальном первенстве клуб занял лишь 3-е место, а Донадони забил лишь один мяч (в ворота «Фиорентины»), этому также поспособствовала травма Роберто, полученная им в ноябре, и последовавшая за тем операция.
Через год «Милан» вновь удачно выступил в Кубке чемпионов, одержав победу в турнире, но сам Донадони участия в финальной игре не принимал из-за дисквалификации. В том же году «Милан» во второй раз подряд победил в Межконтинентальном кубке. В чемпионате клуб занял второе место, пропустив вперёд лишь «Наполи», при этом команда стала самой результативной в лиге, забив 56 голов, 4 из которых на счету Донадони. Самый же важный гол Роберто забил 3 декабря, поразив ворота «Болоньи» и принеся победу своей команде.
Сезон 1990/1991 был для миланского клуба и самого Донадони неудачным. Неудачи преследовали команду как на европейской арене, так и в первенстве Италии: начав с победы в Суперкубке УЕФА и Межконтинентальном кубке, клуб занял второе место в чемпионате и проиграл уже в четвертьфинале Кубка европейских чемпионов. Вслед за этими неудачами последовала отставка главного тренера клуба, Арриго Сакки. На место Сакки был назначен Фабио Капелло, тренер, которого Донадони впоследствии назвал своим наставником и учителем.
Фабио первоначально не воспринимался, как спасение для клуба, чей состав состоял, во многом, из ветеранов. Но после первых неудачным матчей, клуб преобразился: с Капелло «Милан» в первый же сезон выиграл первенство Италии, не проиграв ни одного матча. Капелло, как и Сакки, предпочёл схему 4-4-2, при этом края Донадони и Анчелотти давали «объем» на поле. Также Роберто больше, чем у Сакки, сосредотачивался на игре в обороне и ассистированию партнёрам, включая Марко Ван Бастена, лучшего бомбардира сезона. А в сезоне 1992/1993 клуб сделал «дубль», победив в чемпионате и Суперкубке Италии. Клуб в том сезоне варьировал состав, а потому игроков, сыгравших более 10 матчей в чемпионате набралось 20 человек. Сам Донадони провёл 20 игр, часть из которых на непривычном для себя левом фланге полузащиты, будучи вытесненным из состава Звонимиром Бобаном. Через год «Милан» выиграл сразу 5 трофеев — чемпионат, Суперкубок Италии, Лигу чемпионов, Суперкубок УЕФА и Межконтинентальный кубок. Это он сделал несмотря на возрастной состав, вызывавший у некоторых специалистов сомнение. А сам Роберто провёл на поле 47 матчей, заняв по этому показателю первое место в команде.
Годом позже клуб дошёл до финала Лиги чемпионов, но этот успех так и остался единственным в сезоне. Роберто провёл на поле 47 игр. В сезоне 1995/1996 Донадони стал часто уступать своё место в основном составе молодому Стефано Эранио, первоначально приглашённого на замену Мауро Тассотти. А после ухода Капелло, выигравшего ещё один чемпионат Италии, Донадони принял решение уйти из «Милана».
Всего, в составе «Милана», Донадони выступал в течение 10 лет, выиграв с клубом почти все существующие клубные трофеи — чемпионаты и Кубки европейских чемпионов, Межконтинентальные кубки, Суперкубки Европы и Италии. За «Милан» Донадони провёл 361 матч и забил 23 мяча.

#### Карьера за сборную Италии

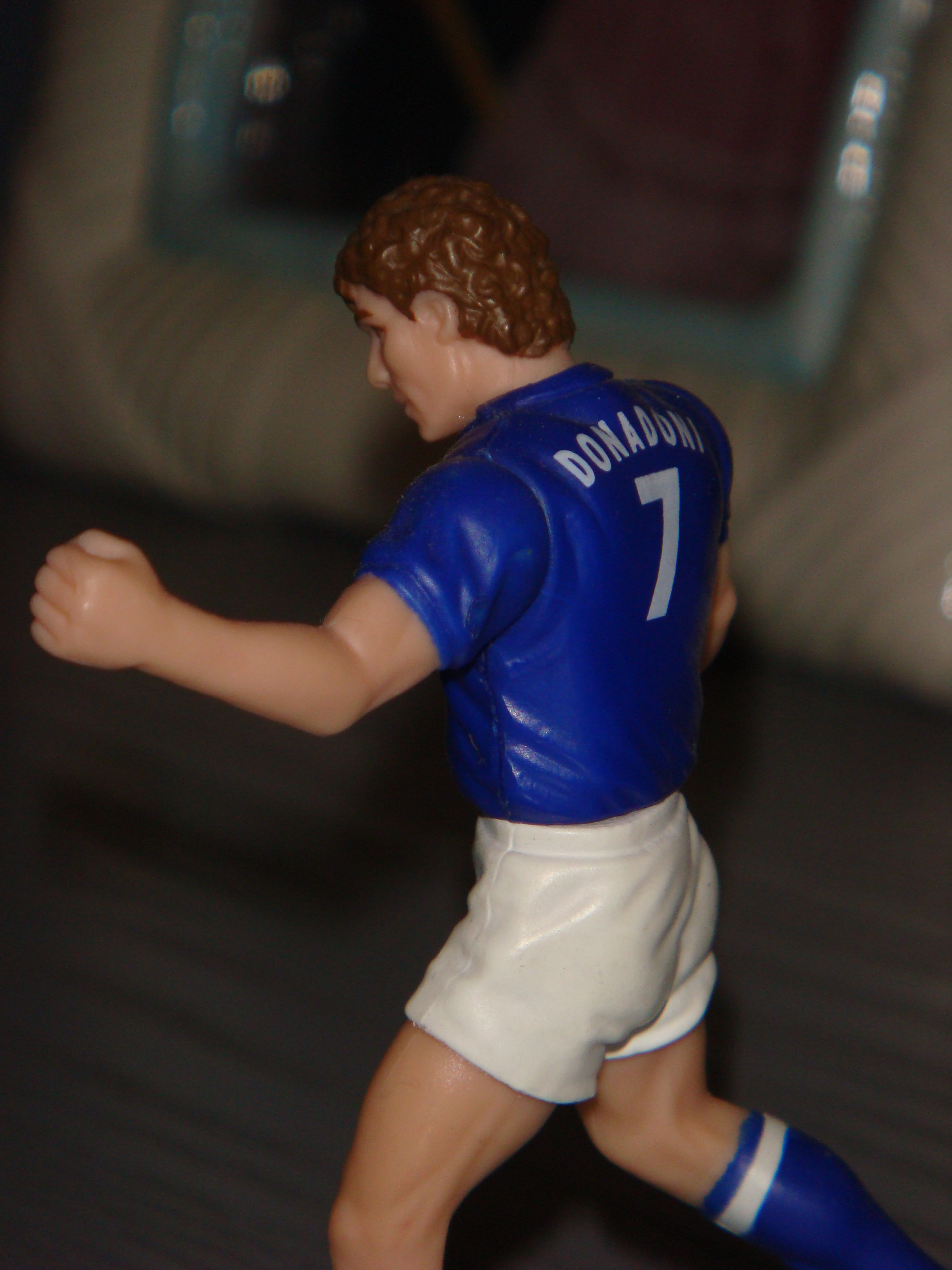
Модель Роберто Донадони к чемпионату мира 1990 года

На протяжении 10 лет Роберто Донадони выступал за сборную Италии. Он дебютировал в главной итальянской команде 8 октября 1986 года в матче против сборной Греции, в котором совершил несколько «сольных» проходов, благодаря чему получил хорошие отзывы прессы. Уже в следующей игре, 15 ноября, Донадони открыл свой счёт голам за сборную, поразив ворота команды Швейцарии. В той игре Донадони вышел на поле, несмотря на то, что несколькими днями ранее он получил небольшую травму и почти не тренировался.
Первоначально в сборной Донадони играл на позиции нападающего, взаимодействуя с Джанлукой Виалли, или действовал на позиции атакующего полузащитника, позади Виалли и Альтобелли, которых снабжал передачами. Но после прекрасной игры на фланге полузащиты «Милана», Роберто был переведён на фланг и в составе сборной Италии.
Донадони участвовал на двух чемпионатах Европы и двух чемпионатах мира. На чемпионате Европы в 1988 году итальянцы дошли до полуфинала, в котором проиграли лишь сборной СССР. А Донадони провёл в финальном турнире четыре игры, взаимодействуя в центре поля с Джузеппе Джаннини. Через два года на «домашнем» для Италии чемпионате мира, проходившем в 1990 году, в полуфинале Италия — Аргентина основное и дополнительное время матча завершилось вничью 1:1, была назначена серия пенальти, в которой удар Донадони, пробивавший 11-метровый 7-м, был отражён Серхио Гойкочеа, а Диего Марадона, пробивавший пенальти у аргентинцев вслед за Донадони, был точен, выведя свою команду в финал турнира. После этой ошибки номер 17, под которым выступал Роберто, стал считаться в Италии несчастливым. Например, на чемпионате Европы в 2008 году, когда Донадони был главным тренером итальянцев, сам Роберто дал 17-й номер третьему вратарю сборной Моргану де Санктису. Сам Роберто позднее вспоминал, что он только спустя несколько лет смог «отойти» от воспоминаний о том промахе.
После чемпионата мира, Донадони на некоторое время выбыл из состава сборной. Адзельо Вичини, главный тренер итальянцев, ранее считавший вклад полузащитника в национальную команду очень большим и называвший его одним из лучших игроков на своей позиции в Европе, перестал доверять Роберто. В результате после мундиаля футболист провёл за сборную лишь три матча. Две игры Донадони провёл в квалификационном турнире к чемпионату Европы. Обе со сборной Венгрии, сыгранных с перерывом в 7 месяцев. И если первая игра для всей сборной сложилась неудачно (ничья 1:1), то во второй игре Донадони был лучшим на поле, забив оба гола своей команды и принеся ей победу со счётом 2:1. Несмотря на это достижение, Вичини всё равно не вызывал Донадони в национальную команду, которая под руководством этого тренера больше не одержала ни одной победы.
Вслед за тем, как Италия потеряла все шансы на поездку на чемпионат Европы, Вичини был уволен, а на его место пришёл бывший наставник Донадони в «Милане», Арриго Сакки. Сакки хорошо знал все сильные стороны Донадони и стал приглашать его в состав сборной команды. В квалификации к чемпионату мира Роберто провёл 5 матчей, особенно удачно он выступил в игре с Шотландией, где отдал голевую передачу и забил гол, фактически «сделав» результат. В 1994 году Донадони поехал в составе сборной на финальную часть чемпионата мира. В мировом первенстве Роберто провёл шесть матчей из семи, включая полуфинальную встречу с Болгарией, в которой он сделал голевую передачу. Но и на этом турнире серия пенальти вновь остановила итальянцев, на этот раз в финале. Сам Донадони пенальти не бил. После игры Роберто сказал: «В том финале я почти терял сознание три или четыре раза».
В 1996 году Донадони поехал на свой последний международный турнир, чемпионат Европы, но в нём итальянцы даже не вышли из группы. Последняя игра на турнире, 19 июня с Германией, окончившаяся нулевой ничьей, стала последним матчем Донадони за национальную сборную. Всего в составе «скуадры адзурры» Донадони сыграл 63 матча (в них Италия одержала 52 победы, 24 матча сыграла вничью и 10 проиграла) и забил 5 мячей. Место Донадони в сборной занял Роберто Ди Маттео, в национальной команде игравший правым полузащитником.

#### Последние годы карьеры
После чемпионата мира 1994 года Донадони, как и многие другие игроки, завершавшие карьеру, соблазнился заработками, а также новыми возможностями, которые предоставляли клубы МЛС. Роберто, в феврале 1996 года перешёл в клуб «Нью-Йорк Метростарз», подписав полугодовой контракт накануне чемпионата Европы, и таким образом став единственным участником турнира, принадлежавшим клубу МЛС, в составе которого к тому времени провёл 2 игры и первым легионером в истории сборной Италии, в которых отметился нереализованным буллитом, в котором провёл 2 года. Донадони переехал в североамериканский клуб, несмотря на то, что ему предлагал контракт «Реал Мадрид», но Роберто не желал даже возможности того, чтобы его нынешний клуб смог выйти против «Милана».
По окончании чемпионата Европы, Донадони вернулся в США, где 26 июня провёл свою третью игру за клуб с командой «Канзас-Сити Уизардс», в которой отдал голевую передачу, а в четвёртой игре, 10 июля с «Далласом», Донадони показал всё своё мастерство, сделав 2 голевые передачи и поучаствовав в 60-ти атаках своей команды, после этого матча американская пресса стала писать, что по своему потенциалу, Донадони — сильнейший игрок в МЛС. С приходом Донадони вся игра «Метростарз», команды победивший до прихода Роберто лишь в одном матче из 13-ти, преобразилась, и клуб начал побеждать. Благодаря своей игре, в первый же сезон в «Нью-Йорке» Донадони был назван в числе лучших футболистов чемпионата, войдя в символическую сборную турнира и даже претендовал на титул самого ценного игрока лиги. Также Донадони участвовал в матче All Stars команд Западной и Восточной конференций лиги МЛС, Роберто играл за команду «Востока» и провёл на поле 35 минут. После окончания первого сезона, Донадони продлил контракт с «Метростарз» на 2 года, но затем едва не разорвал договор, после приглашения своего бывшего тренера Сакки, возглавившего «Милан», позже Донадони ответил «Милану» отказом, сославшись на то, что первое решение было основано на эмоциях

«Почему вы решили отправиться именно в США?»

Донадони: «Понимаете, все другие лиги уже давно существуют. Прийти туда — значит, прийти на готовое. Это неинтересно и никакого импульса мне не даст. А вот непосредственно участвовать в рождении и развитии чего-то совершенно нового — это абсолютно непередаваемое ощущение. Ты чувствуешь то же, что испытываешь при рождении и воспитании твоего собственного ребёнка. Поэтому я и решил поехать в США. Мне 33 года, и я решил, что самое время испытать в жизни что-то новое. Когда многие годы играешь в одной стране и в одной команде, ощущение радости от футбола несколько притупляется. А здесь — новая жизнь, новый опыт. Я очень рад этому повороту.»

По окончании второго сезона Донадони вернулся в «Милан», по приглашению Фабио Капелло, которому требовался футболист-лидер в раздевалке клуба. Роберто вернулся в европейский футбол исключительно ради «россонери», с которым он, 12 октября подписал контракт до июня 1999 года. Донадони провёл в Милане 2 сезона, проведя 24 матча за клуб и выиграв своё последнее «скудетто». Последнюю же игру за «Милан» Донадони провёл 11 апреля 1999 года в чемпионате против «Пармы», в этой встрече «Милан» был сильнее — 2:1.
Последним клубом в карьере Донадони-игрока стал аравийский клуб «Аль-Иттихад», куда Донадони перешёл в качестве свободного агента, подписав контракт на 1 сезон. С этой командой Роберто выиграл свой последний в игровой карьере титул — чемпиона Саудовской Аравии. В мае 2000 года Донадони «повесил бутсы на гвоздь», несмотря на то, что «Аль-Иттихад» предлагал Роберто остаться в Джидде в качестве играющего тренера.

### Карьера клубного тренера
В футболе Донадони отсутствовал лишь год. Получив временное разрешение на тренерскую деятельность, он возглавил клуб Серии С1 «Лекко». С этим клубом Донадони занял скромное 9-е место. Следующий сезон Роберто начал в «Ливорно», выступавшем в Серии В. По итогам чемпионата «Ливорно» занял лишь 10-е место, но Донадони был полон оптимизма насчёт будущего команды. Однако контракт Роберто с клубом был подписан лишь на один год. Спортивный директор клуба, Роберто Танкреди, который и пригласил Донадони, подал в отставку, а президент клуба, Альдо Спинелли, постоянно критиковавший Роберто, не захотел видеть Донадони «у руля» команды. Сразу после «Ливорно», Донадони пригласили в другой клуб Серии В, «Дженоа». С генуэзской командой Донадони не доработал до конца сезона, его уволили после серии из трёх поражений.
В январе 2004 года «Ливорно», к тому времени вышедший в Серию А, вновь пригласил Донадони, который на тот момент работал с молодёжным составом клуба. Донадони должен был занять место уволенного за неудачное выступление команды Франко Коломба. Клуб под руководством Роберто, по итогам чемпионата, занял 8-е место, а форвард клуба, Кристиано Лукарелли, забив 24 гола, стал лучшим бомбардиром первенства. В феврале 2006 года Донадони, на которого, после игры вничью с «Мессиной», вновь обрушилась критика Альдо Спинелли, ушёл со своего поста. Это произошло, несмотря на то, что клуб занимал, к тому времени, 5-е место в чемпионате Италии. Донадони говорил: «Моё решение оставить „Ливорно“ было единственно возможным, с президентом клуба я чувствую себя не в своей тарелке. Спинелли виноват в этой ситуации? Нет, это далеко не правда. Если крупнейший акционер не любит меня, то я готов устранить его неудобство». Другой причиной называлось то, что лучший форвард «Ливорно», Кристиано Лукарелли, начал конфликтовать с Донадони, а президент клуба встал на сторону нападающего. Правда, сам Роберто объяснил, что это «далеко от истины».

### Карьера тренера сборной Италии

#### Отборочные матчи чемпионата Европы

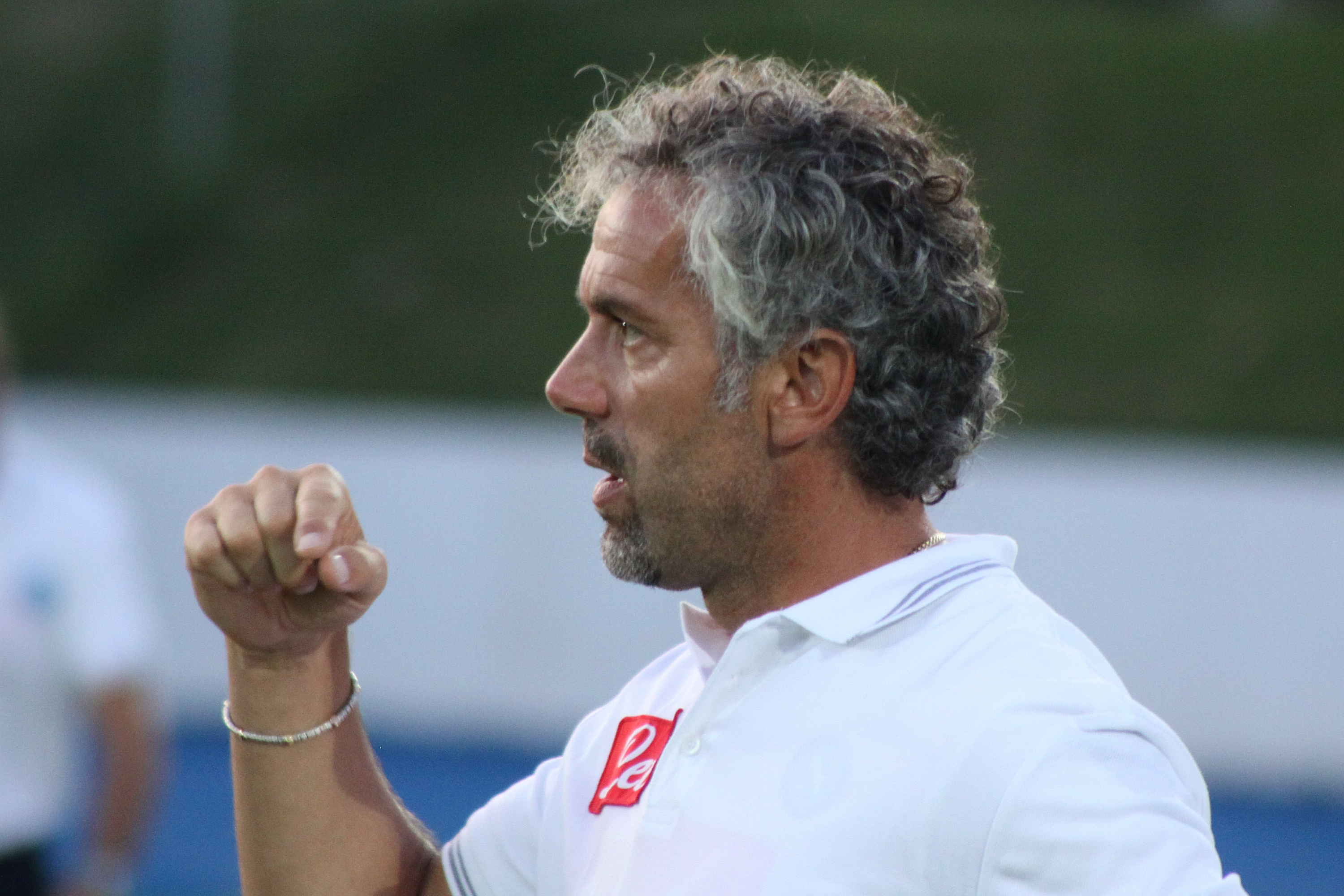
Роберто Донадони

Взамен Марчелло Липпи, ушедшего из сборной Италии после победного чемпионата мира в Германии, главным тренером «скуадры адзурры» 13 июля был назначен Роберто Донадони. Большую роль в назначении Роберто сыграл его близкий друг и бывший партнёр по «Милану», Деметрио Альбертини, вице-комиссионер национальной федерации футбола Италии. По другой версии, на назначение Донадони повлияло желание видеть на должности главного тренера, человека, никак не замешанного в «кальчополи», коррупционном скандале в итальянском футболе. После назначения Донадони говорил: «Я счастлив и взволнован. Всё только начинается».
Официально в роли главного тренера сборной Донадони был представлен 18 июля, став самым молодым тренером сборной Италии в истории команды. 16 августа Италия под руководством Роберто сыграла свой первый матч против сборной Хорватии, который завершился со счётом 0:2 в пользу хорватской «дружины». Разгромной критики после этого поражения не последовало: на поле играл лишь один действующий чемпион мира, голкипер Марко Амелия, который на мировом первенстве вообще не выходил на поле.
Вскоре Италия, с Донадони во главе, провела свой первый официальный матч в квалификации к чемпионату Европы 2008, в котором «скаудра адзурра» неожиданно сыграла вничью 1:1 в домашнем матче с Литвой. А после поражения на Сен-Дени от французов, пресса уже вовсю говорила о скорой отставке Донадони, в частности, газета La Nazione’s вышла с заголовком: «Как развалить работу Липпи всего за три недели». Худшего начала отборочного турнира итальянцы не демонстрировали с 1974 года. Мешали Донадони не только его собственные ошибки, но и уходы из сборной её лидеров — Алессандро Несты и Франческо Тотти, замены которым не было.
Несмотря на неудачное начало, в дальнейшем сборная Италии стала показывать совсем другой футбол. В следующих восьми официальных матчах (в неофициальных матчах команда, бывало, и проигрывала) Италия одержала 7 побед, при одной ничьей со сборной Франции. А после гостевой победы над сборной Шотландии, которая для Донадони стала, по его словам, «собственным финалом чемпионата мира», команда гарантировала себе первое место в группе. Вслед за этим, Донадони переподписал контракт со сборной, продлив его на 2 года.
Сам Роберто, уже после окончания квалификации, был недоволен критикой национальной сборной. Он говорил на семинаре для тренеров европейских сборных, что «итальянские СМИ чувствуют себя свободно, чтобы раскритиковать национальную команду, они ожидают, что я буду суперменом. В Италии неизбежно, что люди будут давать вам советы, и если вы будете им следовать, то вы закончите с 15 стилями игры.»

#### Чемпионат Европы 2008
Турнир для Италии начался 9 июня 2008 года. Эта дата стал днём «национального позора»: Италия была разгромлена со счётом 0:3 сборной Нидерландов. Этот результат стал самым крупным поражением сборной за более чем 25 лет: с таким же счётом итальянцы проиграли сборной Швеции 15 октября 1983 года в квалификации чемпионата Европы. Донадони сразу попал под «огонь критики»: его критиковали и за любимую схему 4-3-3, вызывавшей сомнения ещё во время квалификационной стадии, и за выбор игроков. В частности, за Матерацци, Пануччи и Амброзини: первые двое, игроки обороны, начисто проиграли нападающим соперника, особенно ван Нистелрою, а третий плохо действовал на месте опорного полузащитника. Помешала итальянцам и травма лучшего защитника команды, Фабио Каннаваро, которая «спутала все карты», из-за чего сборная Италии совершила множество ошибок в обороне.
| Буффон Дзамбротта Кьеллини Пануччи Гроссо Гаттузо Перротта Де Росси Пирло Кассано Тони |
| Схема стартового состава сборной Италии в матче с Францией                             |

Через 4 дня после голландского «завтрака из чемпионов» итальянцы блекло сыграли со сборной Румынии. Лука Тони, пользовавшийся безоговорочным доверием Донадони, забил гол, который был ошибочно отменён из-за офсайда, но кроме этого момента ничем себя не проявил. А Алессандро Дель Пьеро, который, напротив, не пользовался доверием тренера, и был взят Донадони на Евро лишь для того, чтобы футбольная общественность Италии не критиковала Роберто, был единственным футболистом, от кого исходила угроза противнику благодаря нестандартным действиям. Более того, Италия, в концовке матча, могла проиграть, но Джанлуиджи Буффон отбил пенальти от Адриана Муту. Сам же матч завершился со счётом 1:1. На послематчевой пресс-конференции Донадони сказал, что его команда играла хорошо и заслужила три очка как по качеству игры, так и по количеству созданных моментов. Он сообщил, что обеспокоен действиями Дель Пьеро и Тони в атаке, которые не принесли никаких дивидендов.
Последний матч в группе Италия играла 17 июня со сборной Франции. В этой встрече итальянцы наконец продемонстрировали хорошую игру и уверенно победили 2:0. Многие связывали неудачную игру французов с тем, что Франк Рибери, лидер атак команды, в самом начале матча получил тяжёлую травму. Но вышла Италия из группы не только за счёт своих действий, но и, во многом, благодаря сборной Голландии, которая обыграла румын со счётом 2:0, хотя могла выставить в этой, ничего не значившей для них игре, второй состав. Донадони сказал перед последними играми в группе: «Я верю, что всё будет честно и справедливо. У нас есть возможность обыграть французов, и мы будем думать только об этом», он не ошибся.
В четвертьфинале европейского первенства Италия играла с Испанией. Донадони выбрал сверхосторожную тактику, а испанцы особо не рисковали. Игра завершилась со счётом 0:0. В серии пенальти, как и во всей карьере Донадони, его команда проиграла. Хотя и здесь не обошлось без ошибки Донадони: он поставил бить пенальти Даниэле де Росси, который не только больше всех пробежал в этом матче, но и получил болезненную травму. Де Росси пенальти не забил. Ещё одной ошибкой называли то, что Дель Пьеро, который был в неплохой форме, вышел на замену лишь на 108 минуте встречи, на что Донадони ответил:

«Я мог бы ввести дель Пьеро в игру чуть раньше, но де Росси получил болезненный удар, и мы могли остаться вдесятером, если бы он не смог продолжить игру. Однако Даниэле проявил себя стоиком. Эти ребята — настоящие бойцы, и мне было больно видеть, как некоторые из них плакали после матча. К сожалению, это является частью нашей профессии, которая приносит нам как великие минуты радости, так и моменты горечи.»

### После Евро

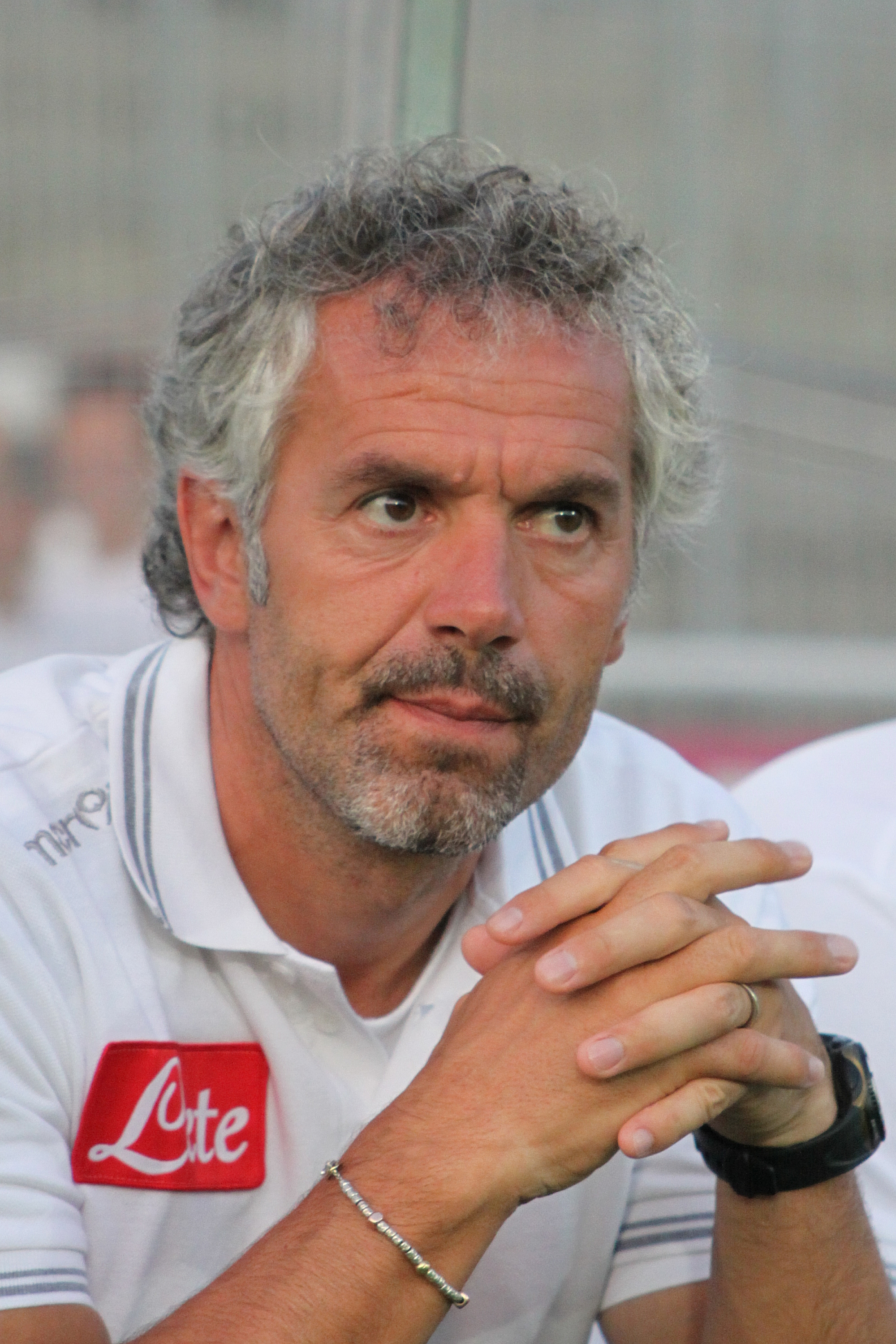
Донадони

Несмотря на поражение, Донадони не собирался покидать своего поста. Он сказал: «В вопросе послематчевых пенальти у меня не слишком хорошее досье. Однако эта команда подтвердила то, что является сплочённым коллективом. Игроки могут гордиться своим выступлением на турнире, который мы покидаем, не проиграв сопернику в игровое время. Думаю, что вся Италия гордится своей сборной так же, как я. Ведь с ней мне довелось пережить два замечательных года и приобрести опыт, ценность которого не зависит от конечного результата». И руководство итальянского футбола не собиралось сразу смещать Донадони. В частности, президент федерации футбола Италии, Джанкарло Абете, сказал: «Мы проанализируем выступления на этом турнире. У меня уже назначена встреча с Донадони, на которой мы обсудим игру сборной на Евро-2008. Очевидно, что федерация должна иметь чёткий план на будущее, и мы обязательно оценим ситуацию. Сейчас, когда мы разочарованы и должны проявить единство, не время вести беседы о контрактах», а руководитель итальянской футбольной лиги, Антонио Маттарезе, говорил: «В прошлый раз послематчевые пенальти принесли нам удачу, на этот раз фортуна улыбнулась Испании. Таков футбол.». Однако пресса была категорична, ведущее спортивное издание Италии, La Gazzetta dello Sport, вышло с заголовком «Всё кончено!», венский репортёр газеты сказал, что у Италии была «импотенция в атаке», имея в виду, что команда не забила ни одного гола с игры. В той же Gazzetta dello Sport, журналист Луиджи Гарландо подвёл итог сборной Донадони:

«Сборная завершила свой турнирный путь. Национальная команда была во многом похожа на своего главного тренера: полная достоинства и честности, но чувствующая недостаток амбиций и мастерства. Всё было простовато, как майка, которая была вчера видна из-под белой сорочки Донадони, чего бы Липпи себе никогда не позволил. „Ошибочные решения и недостаток опыта“, — вот чем в своё время мотивировал Альдо Спинелли решение об увольнении Донадони с поста главного тренера „Ливорно“. Эта оценка остаётся актуальной до сих пор. Он стартовал на Евро без де Росси и Гроссо, которые были лучшими в следующих матчах. Вчера он выпустил лишь на замену ди Натале и Каморанези, которые были намного лучше готовы физически, нежели те, вместо кого они вышли на поле. На протяжении всего турнира тренер искал своего героя, как ищем мы тёмные носки в ящике утром, которое безнадёжно проспали. Ди Натале, Дель Пьеро, Кассано….»

Критиковали главного тренера национальной команды и за однообразную тактику сборной, которая делала ставку на умение Луки Тони завершать голевые моменты, создаваемые ему партнёрами, и беззубость полузащиты, а также неспособность сборной быстро выходить из обороны и за многое другое.
Разрыв контракта с Донадони «грозил» федерации футбола Италии выплатой неустойки в размере 6 млн евро, однако руководство итальянского футбола воспользовалась пунктом, гласившим, что если сборная на чемпионате Европы не выйдет в полуфинал, то итальянская федерация вправе аннулировать контракт. Журналисты начали активно «сватать» в сборную Липпи, который после некоторых раздумий вновь согласился возглавить команду. 26 июня 2008 года Донадони официально был отправлен в отставку. После своей отставки, Донадони дал интервью, в котором заявил, что лишился своего места из-за одного пенальти, и что итальянская сборная проделала хорошую работу

### После сборной
После того как Роберто уволили из сборной, он решил отказаться от отдыха и занялся поисками работы. Итальянским специалистом интересовались множество клубов, среди них московский «Спартак», английские клубы «Вест Хэм Юнайтед», «Ньюкасл Юнайтед», «Манчестер Сити», «Челси», бывший клуб Донадони «Милан», а также сборная Саудовской Аравии.

#### «Наполи»
Интересовался Донадони и клуб «Наполи», который до этого не мог победить в десяти матчах подряд, но сам специалист заявил, что не следует с этим спешить. Но уже 11 марта 2009 года Роберто Донадони официально возглавил «Наполи», подписав контракт на 2,5 года с ежегодной выплатой 1,8 млн евро «чистыми». После подписания контракта Донадони сказал: «Больше полугода без работы — это мучительно. Я пришёл, чтобы работать и помочь команде. Надеюсь, что сможем подняться в турнирной таблице как можно выше. Я люблю принимать вызовы».

«Я думал о Донадони каждую минуту кризиса, переживаемого в последние 4 года».— Аурелио Де Лаурентис, президент «Наполи»

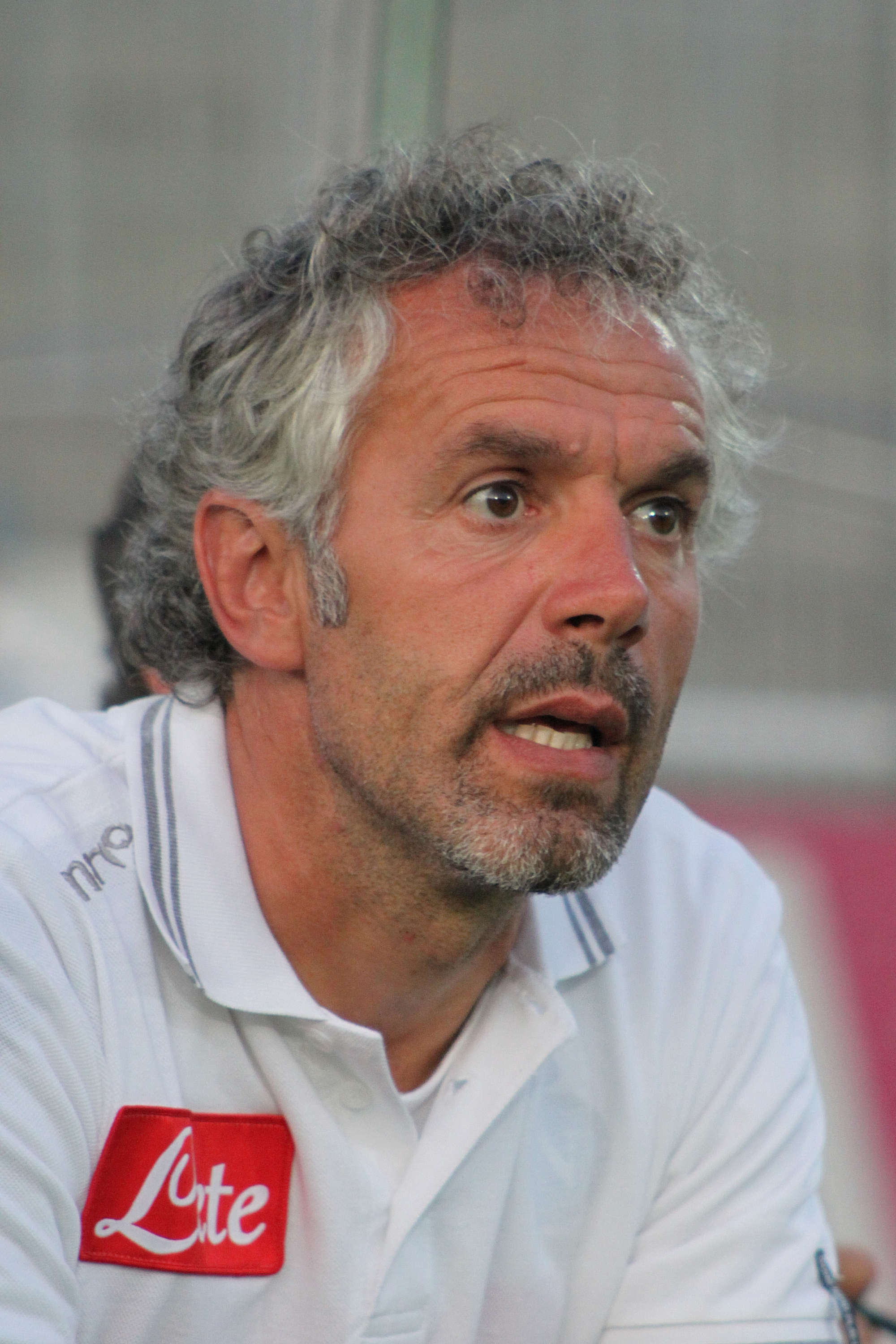
Донадони в «Наполи»

Свой второй матч под руководством Донадони «Наполи» проводил против «Милана» и мог победить, но из-за ошибки арбитра встречи, который «увидел» офсайд у форварда «Наполи», матч завершился вничью. Сам Донадони довольно спокойно отреагировал на ошибку судьи, предпочтя обсуждать лишь саму игру. 26 апреля, в матче 33 тура, «Наполи» обыграл лидера чемпионата Италии, клуб «Интер», со счётом 1:0, после окончания игры Роберто отметил, что с таким настроем, как в игре с «Интером», его команда должна проводить все встречи. 5 мая 2009 года нападающий «Наполи», Марсело Салайета, не прибыл на тренировку без уважительных причин, и уже на следующий день Донадони резко заявил, что пока он в команде, Салайета в составе «Наполи» играть не будет. Неаполитанский клуб под руководством Донадони завершил сезон на 12-м месте.

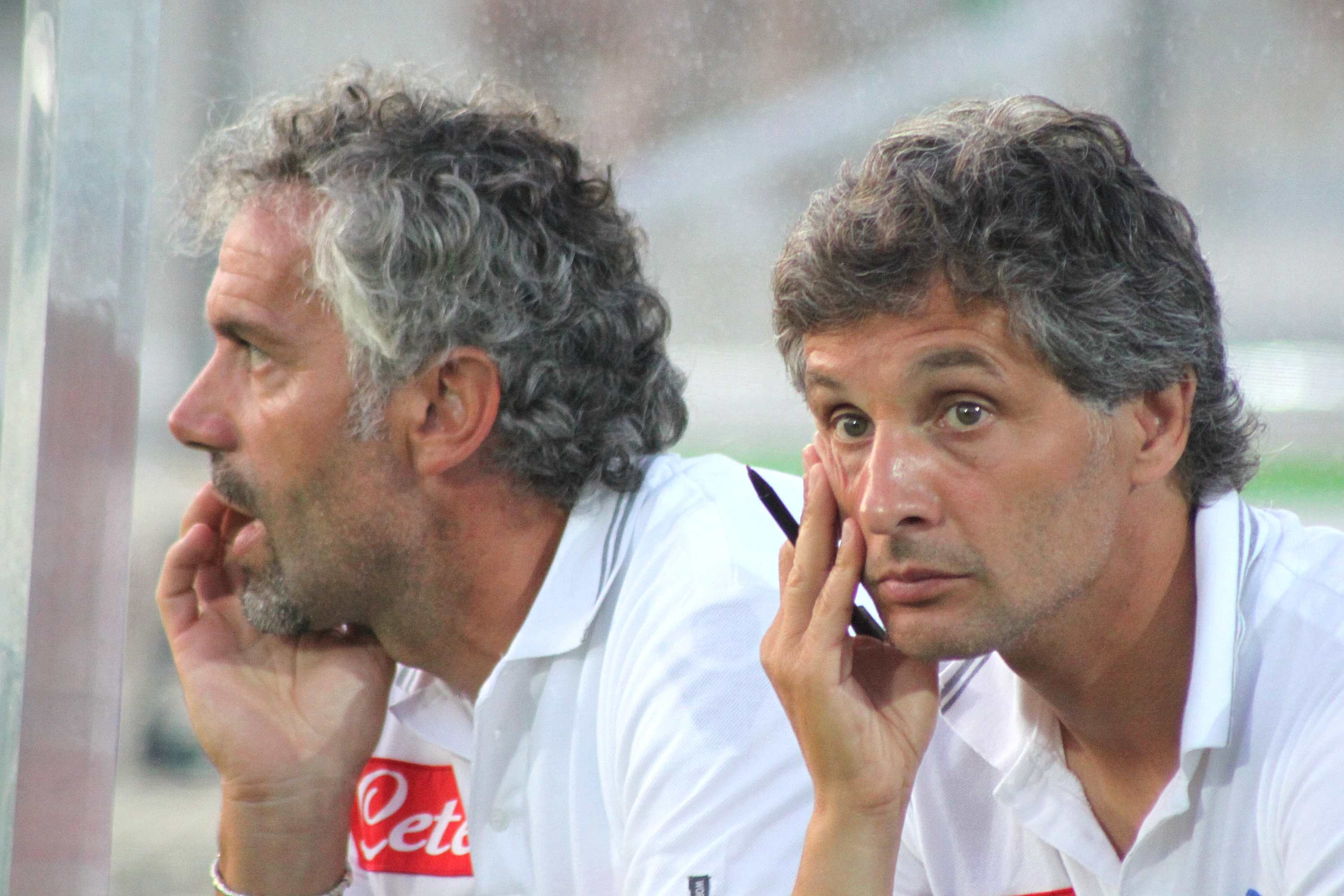
Роберто Донадони и Марио Бортолацци во время работы с «Наполи»

В матче первого тура Серии А сезона 2009/2010 «Наполи» проиграл клубу «Палермо», со счётом 1:2, однако Донадони остался доволен игрой своей команды, сказав, что его клуб продемонстрировал хороший футбол, а во втором туре клуб одержал первую победу в чемпионате, обыграв «Ливорно» со счётом 3:1. Но начало чемпионата у клуба Донадони вышло неудачным, за что он был раскритикован, однако, Роберто видел исключительно положительные качества игры своей команды, а причинами неудачной игры называл проблемы с психологией у игроков. 29 сентября, после серии неудачных матчей, из «Наполи» ушёл спортивный директор клуба, Пьерпаоло Марино, который и пригласил Донадони в команду, однако увольнение самого Роберто клубом не планировалась. 6 октября, через два дня после поражения «Наполи» от «Ромы», Донадони был уволен со своего поста, его место занял Вальтер Маццари. Под руководством Донадони «Наполи» провёл 18 матчей в чемпионате и Кубке Италии, из них клуб выиграл 4 игры, 6 свёл вничью и 8 проиграл. После увольнения Роберто Аурелио Де Лаурентис сказал: «Это решение было необходимо, чтобы дать „голубым“ новый импульс в сезоне и основу на ближайшие 5 лет», также Де Лаурентис отметил слабую физическую форму команды и неудачное взаимодействие Донадони с Марино, которого не устраивал выбор игроков, на которых делал ставку Роберто. Марчело Липпи, сменивший Донадони на должности главного тренера сборной Италии, сказал, что он сожалеет об отставке своего коллеги. Сам Донадони в интервью сказал, что Де Лаурентис «слабо разбирается в футболе и не представляет, что творится в команде», при этом Роберто сообщил, что не хотел обидеть президента клуба. Своему сменщику Маццари Донадони пожелал удачи.

Работа в «Наполи» не вызывает у меня сожаления. Это был профессиональный шаг в моей карьере. Я постарался максимально использовать этот опыт, который очень содействовал моему прогрессу. Я хочу не забывать о времени, проведённом в «Наполи», а всегда помнить о нём.

После увольнения из «Наполи» Донадони числился кандидатом на пост тренера мадридского «Реала»; на сайте крупнейшей спортивной испанской газеты Marca был проведён опрос, на тему, кого бы читатели хотели видеть на посту «Реала», среди 6-ти представленных кандидатов, Донадони набрал наименьшее число голосов — 2 %.
В феврале 2010 года Донадони стал одним из основных кандидатов на пост главного тренера сборной Израиля. В том же году он стал кандидатом на пост тренера сборной России. В сентябре 2010 года Роберто выслал своё резюме в английский клуб «Астон Вилла», желая занять пост главного тренера команды. Сам Роберто высказался о своём желании продолжить тренерскую работу: «Надеюсь, что рано или поздно что-то произойдёт и я продолжу тренерскую работу. У меня есть желание вновь быть тренером, тренировать ребят». Во время периода вынужденного «простоя», Донадони провёл один матч в качестве главного тренера «Финансовой полиции» сыгравшего благотворительный матч на Кубок священнослужителей со сборной Ватикана под руководством Джованни Трапаттони.

#### «Кальяри»
После увольнения с поста главного тренера клуба «Кальяри» Пьерпаоло Бизоли, Донадони стал одним из главных претендентов на пост наставника команды. 16 ноября 2010 года Роберто был назначен главным тренером «Кальяри». Контракт был подписан на 2 года. 21 ноября «Кальяри» провёл первый матч под руководством Донадони и победил 2:1 «Брешиа». 5 декабря клуб проиграл свой первый матч с Донадони во главе, уступив «Фиорентине» 0:1. Всего за первый сезон клуб провёл под руководством Роберто 18 игр, из них были выиграны 9, одна сведена вничью и 8 встреч клуб проиграл. В турнирной таблице команда заняла 14 место, при том, что по ходу турнира клуб потерял лучшего бомбардира команды, Алессандро Матри. По ходу сезона Донадони подвергался критике, в частности от президента «Кальяри», Массимо Челлино, однако, несмотря на это, президент выразил 100 % доверие Роберто. Также в том же сезоне Роберто был кандидатом на пост главного тренера московского «Динамо». 12 августа Донадони был уволен с поста главного тренера команды из-за конфликта с Челлино, который отказался покупать форварда Давида Суасо, который был необходим Роберто и даже уже тренировался с командой.

#### «Парма»
Осенью 2011 года руководство «Сампдории» предложило Донадони пост главного тренера команды, однако он отказался. 9 января 2012 года Донадони возглавил клуб «Парма», заменив уволенного Франко Коломбу. Контракт был подписан до 30 июня 2013 года. В первом матче под руководством Роберто «Парма» добилась победы над «Сиеной» 3:1. Роберто постепенно смог наладить игру его команды: в последних 6 играх первенства Парма одержала 6 побед, из которых одна в матче с «Интером». Благодаря такому стремительному финишному спурту, пармезанцы поднялись из низов турнирной таблицы в первую десятку.
Начало сезона 2012/2013 выдалась для «Пармы» неудачным: клуб в первом туре проиграл чемпиону страны, «Ювентусу» со счётом 0:2, хотя, по мнению Роберто, «могла добиться большего». А в третьем туре клуб проиграл бывшему клубу Донадони, «Наполи», со счётом 1:3. В середине сезона, после серии впечатляющих игр, включавших ничью с «Ювентусом», появилась информация, что по окончании сезона Роберто может возглавить «Милан». После начала этих слухов, несмотря на заверения самого Донадони, что он останется в клубе, «Парма» стала выступать значительно хуже, одно время даже занимая 12-е место в турнирной таблице Серии А. По итогам сезона клуб Роберто занял 10 место в чемпионате; а сам главный тренер сообщил: «Я остаюсь в „Парме“, здесь я счастлив. Мой контракт рассчитан ещё на два года, и у меня нет причин уходить».
Как и год назад, старт нового сезона вышел для «Пармы» неудовлетворительным: клуб в первых 4 встречах набрал 2 очка. Но затем ситуация начала исправляться, в результате чего клуб, не проигрывавший более 4 месяцев, к середине сезона стал занимать место в начале турнирной таблицы. Удачные выступления «Пармы» вызвали интерес к главному тренеру со стороны других клубов: Роберто оказался кандидатом на пост главного тренера «Милана» и английских клубов «Тоттенхэм Хотспур» и «Суонси Сити». По итогам сезона клуб занял 6 место, что гарантировало команде место в Лиге Европе, но «Парма» не смогла пройти лицензирование УЕФА, в результате чего это место было отдано «Торино». Сезон 2014/2015 начался для клуба просто ужасно — 6 поражений подряд; из-за этого Роберто оказался под угрозой увольнения. В январе 2015 года клуб по-прежнему играл плохо, занимая последнее место в Серии А, при этом имея проблемы с финансами. Клуб даже покинула главная звезда команды, Антонио Кассано, по поводу которого главный тренер очень жёстко высказался: «Вообще, легко говорить, что дескать, мне не платят, или у меня есть другие предложения, и я ухожу. Я считаю, что единственное, что имеет смысл — до конца исполнять свой долг. Не нужно думать только о себе, демонстрируя трусливое и лицемерное поведение». В феврале игроки «Пармы», не получавшие заработную плату несколько месяцев, отказались выходить на поле в матче с «Удинезе». По итогам сезона «Парма», которую за год покинуло около 10 ведущих футболистов, вылетела в Серию В, а позже из-за так и не решённых финансовых проблем клуб и вовсе был признан банкротом и отправлен в серию D.

#### «Болонья»
28 октября 2015 года Донадони назначен главным тренером «Болоньи». Контракт был подписан до 30 июня 2017 года. На этом посту Роберто сменил Делио Росси. 1 ноября 2015 года в матче 11-го тура Серии А 2015/16 — первом матче под руководством Донадони — «Болонья» одержала победу над «Аталантой» 3:0. В декабре он встречался с Сильвио Берлускони, владельцем «Милана», а вскоре в интервью заявил: «У меня есть желание однажды возглавить большой клуб. Даже сейчас я испытываю особенные чувства, когда болельщики аплодируют мне на „Сан-Сиро“. У меня мурашки от этого». 14 февраля 2016 года руководство Болоньи приняло решение о продлении контракта с главным тренером, сроком до 2018 года. Весной «Милан» начал поиски главного тренера команды. В расширенный список кандидатов попал и Донадони. Также его назвали одним из кандидатов на пост главного тренера национальной команды. В июне он заявил, что «мог быть следующим главным тренером сборной, если бы сам хотел этого, но я сделал другой выбор». По итогам сезона клуб занял 14 место в Серии А.
Начало следующего сезона сложилось для «Болоньи» неудачным: уже во втором туре клуб крупно проиграл «Торино» со счётом 1:5. После игры, по некоторым источникам, Донадони был настолько разозлён от результата, что ударил кулаком в стену, вследствие чего сломал руку. В октябре «Болонья» попала в кризис: она не могла победить на протяжении 7 игр, но затем клуб начал исправлять положение. В феврале Донадони обвинил в некомпетентности арбитра матча с «Сампдорией», который по его мнению назначил «несуществующий» пенальти. В результате его команда, которая до того вела в счёте, проиграла 1:3. В конце чемпионата «Болонья» заняла 15 место, а в Кубке Италии остановилась на стадии четвертьфинала. 11 июля Роберто продлил на два года контракт с командой. Во втором туре сезона 2017/2018 «Болонья» одержала победу со счётом 1:0 над «Беневенто». Победный гол забил 21-летний Годфред Донса. Этот игрок пришёл в клуб в том же сезоне, в котором его возглавил Роберто. Под его руководством он в своём юном возрасте постепенно стал ключевым игроком команды. По окончании сезона, в котором «Болонья» заняла 15-е место, Донадони был уволен. Тренер за преждевременный разрыв контракта получил компенсацию в 4,3 млн евро. Президент команды Джоуи Сапуто сказал: «Считаю, Донадони — великолепный тренер, который внёс важный вклад в развитие нашего клуба. Тем не менее спустя три года мы почувствовали, что период его работы в команде подошёл к концу, несмотря на приверженность и преданность, которые демонстрировал Роберто».

#### «Шэньчжэнь»
30 июля 2019 года Донадони возглавил китайский клуб «Шэньчжэнь». В этом сезоне «Шэньчжэнь», на момент подписания договора занимавший 15-е место из 16 команд, одержал лишь одну победу в 10 матчах. В результате клуб под его руководством занял предпоследнее, 15 место в китайском Суперлиге и должен был вылететь из высшего дивизиона, но из-за банкротства «Тяньцзинь Тяньхай» остался в Суперлиге. Во втором сезоне «Шэньчжэнь» начал с победы со счётом 3:0 над клубом «Гуанчжоу Фули», но затем потерпел три поражения в трёх матчах, а всего одержал две победы в 14 встречах. И 12 августа 2020 года тренер был уволен. Последним матчем «Шэньчжэня» под руководством Донадони стала встреча с «Хэнань Цзянье» (1:2) за два дня до увольнения. Период работы Роберто в этой стране совпал с появлением COVID-19, из-за чего надолго останавливался футбол в стране. Одной из причин неудачи Донадони назывались сомнительные тактические решения итальянца, отсутствие связи с ключевыми игроками и ставка на Блерима Джемайли, как лидера клуба, которая не сработала.

#### Последующие годы
Донадони вёл переговоры с несколькими клубами на предмет возможной в них работы, однако, по его собственным словам, «другие клубы делали предложения, даже пару раз „Кальяри“, но переговоры так и не начинались — иногда по моему решению, иногда по воле клубов». Также Роберто сказал, что он разочарован тем, что никогда не тренировал «Милан».

## Характеристика Донадони
По оценке Арриго Сакки, бывшего тренера Донадони в «Милане», Роберто — это человек, способный быть «стержнем», как атаки, так и обороны. Во всех командах, где играл Донадони, он был игроком, соединяющим атаку с защитой. Донадони никогда не останавливался, участвуя во всех действиях своей команды, борясь до конца игры во всех единоборствах. Единственной отрицательной чертой Донадони отмечался излишне обидчивый и взрывной характер, но при этом Роберто всегда быстро отходил, прощая обидчиков.
Почти всю свою карьеру Донадони провёл на правом фланге полузащиты, где он мог использовать все свои самые лучшие качества, такие как умение вести силовую борьбу, выносливость на протяжении всего матча, скорость бега, «видение» поля и прекрасные передачи и навесные подачи с правой ноги. При всей своей великолепной технике, Донадони был «двуногим» футболистом, одинаково успешно играющим обеими ногами. Проходя с мячом до штрафной, Донадони либо делал резаную подачу в её центр, обычно это происходило, когда Роберто находился в окружении игроков команды соперника, либо шёл до края штрафной и подавал на ближнюю штангу.
При дриблинге Донадони часто смещался влево от игрока соперника, но если игрок противоположной команды атаковал его из центра поля, то Донадони шёл прямо, доходя до края площадки, а затем «резал» угол и смещался в центр штрафной площади, где уже действовал по обстановке: либо нанося удар, либо делая поперечную передачу. Манера дриблинга Донадони называлась «Рикки» (с итал. — «Завитки»), и он владел ею в совершенстве, являлся одним из самых техничных игроков «Милана» своего времени и одним из лучших крайних футболистов в истории итальянского футбола.
Самым главным достоинством Донадони-игрока было умение «работать» на команду, действовать в интересах команды и всегда выполнять установку тренерского штаба. В «Милане» Сакки ещё больше развил в Донадони эти качества, а также привил игроку умение варьировать тактику в зависимости от футболиста команды соперника, противостоявшего ему на фланге. При том, что Донадони был образцовым командным игроком, он мог, благодаря своему исполнительскому мастерству, действовать сугубо индивидуально, если того требовала ситуация на поле.
Став тренером, Донадони изменился. Его характерной чертой стало спокойствие, умение договариваться и нелюбовь к каким-либо конфликтам, как с игроками своей команды, которых Донадони всячески поддерживал, так и со своими непосредственными руководителями. Возглавив национальную итальянскую команду, Донадони всегда стремился объяснять, через прессу, футбольной общественности страны свои действия и решения, не обращая внимание на критику. Сам Роберто никогда явно не критиковал игроков сборной, всецело их охраняя от «нападок» журналистов, исключая случаи, когда футболисты нарушали спортивный режим. Позже Донадони признался, что «никогда не злился, пока не стал тренером», но потом вспышки эмоций всё же случались.

## Личная жизнь

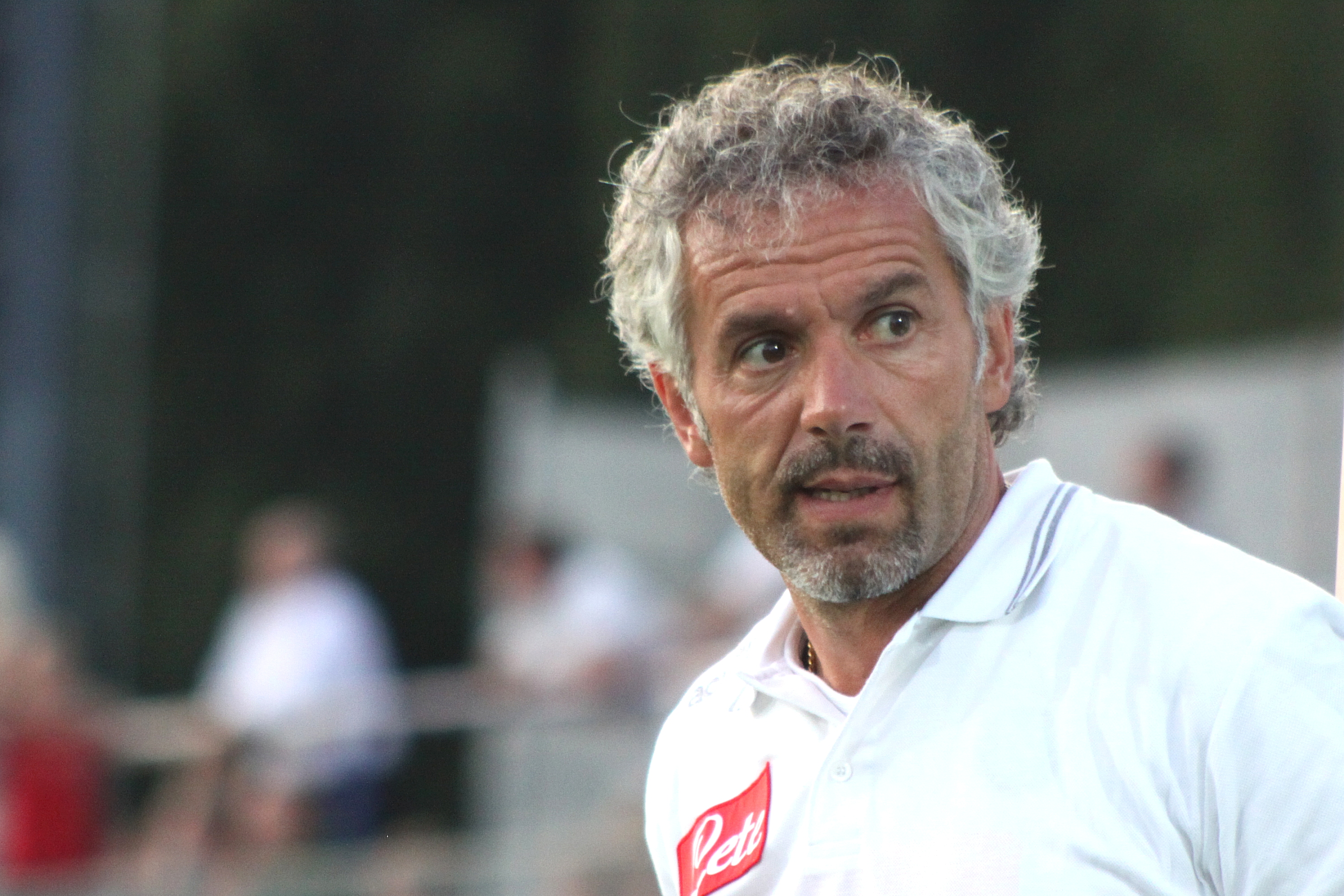
Донадони

Донадони женат, его супругу зовут Кристина, у них есть сын Андреа, который родился в 1989 году. Мнение Андреа об игре команд Роберто очень важно для отца. Донадони чрезвычайно ревнив, но старается себя сдерживать. Во время выступления Роберто в Саудовской Аравии пара два месяца жила раздельно из-за запрета женщинам в этой стране ходить без чёрной туники, которую надели на Кристину, сразу по её прилёте в аэропорт, а также из-за традиции, запрещающей женщинам есть в ресторанах за одним столом с мужчинами.
Донадони не очень религиозен, он называет себя «практикующим католиком», что означает, что он никогда не просит Бога повлиять на результат матча. Донадони каждое воскресенье ходит в церковь и в трудные моменты жизни молится, но не за результаты матчей. Он считает, что в вопросе запрета или разрешения абортов надо следовать решениям папы римского. Донадони не верит в приметы или «счастливые» вещи, которые надо носить с собой, чтобы приманить удачу.
Донадони терпимо относится к однополым бракам, однако говорит, что для него семья — это отец и мать.
Более всего на свете в людях Донадони не любит ложь, лицемерие и людей, которые любят притворяться. Донадони верит в своих друзей и говорит, что они всегда могут на него положиться, основой дружбы он считает искренность, даже неприятную для него самого. Донадони думает, что без личной свободы и любви незачем жить, он пропагандирует уважение к другим и их взглядам, а также альтруизм во всех его проявлениях.
Донадони предпочитает спортивную одежду, утверждая, что с галстуком он задыхается. Несмотря на седину, Донадони не собирается красить волосы, полагая, что седые волосы — признак прошедшего времени.
Из еды Донадони отдаёт первенство спагетти с мясным соусом, также любит японскую и мексиканскую кухню.
Роберто Донадони предпочитает такие развлечения, как гольф, в который он даже играл с Сильвио Берлускони, и кино, из которого он отдаёт предпочтение научной фантастике.
Во время эпидемии COVID-19 в Италии Роберто на собственные средства купил 15 тысяч масок, перчаток и защитных костюмов для Бергамо.

## Статистика

### Клубная

#### Как игрок
| 1982/83 | Аталанта             | Серия В      | 18 | 0 | ? | ? | — | — |
| 1983/84 | Аталанта             | Серия В      | 26 | 2 | ? | ? | — | — |
| 1984/85 | Аталанта             | Серия А      | 22 | 0 | ? | ? | — | — |
| 1985/86 | Аталанта             | Серия А      | 30 | 3 | ? | ? | — | — |
| 1986/87 | Милан                | Серия А      | 29 | 2 | 7 | 0 | — | — |
| 1987/88 | Милан                | Серия А      | 28 | 4 | 7 | 2 | 3 | 0 |
| 1988/89 | Милан                | Серия А      | 21 | 1 | 7 | 1 | 9 | 1 |
| 1989/90 | Милан                | Серия А      | 24 | 4 | 3 | 0 | 3 | 0 |
| 1990/91 | Милан                | Серия А      | 26 | 2 | 1 | 0 | 3 | 0 |
| 1991/92 | Милан                | Серия А      | 30 | 1 | 6 | 0 | — | — |
| 1992/93 | Милан                | Серия А      | 20 | 1 | 0 | 0 | 6 | 0 |
| 1993/94 | Милан                | Серия А      | 32 | 0 | 3 | 0 | 8 | 0 |
| 1994/95 | Милан                | Серия А      | 30 | 2 | 2 | 1 | 8 | 0 |
| 1995/96 | Милан                | Серия А      | 23 | 1 | 3 | 1 | 6 | 0 |
| 1996    | Нью-Йорк Метростарз  | МЛС          | 16 | 3 | 3 | 0 | — | — |
| 1997    | Нью-Йорк Метростарз  | МЛС          | 27 | 2 | 0 | 0 | — | — |
| 1998    | Нью-Йорк Метростарз  | МЛС          | 9  | 1 | 0 | 0 | — | — |
| 1997/98 | Милан                | Серия А      | 15 | 0 | 4 | 0 | — | — |
| 1998/99 | Милан                | Серия А      | 9  | 0 | 1 | 0 | — | — |
| 1999/00 | Аль-Иттихад (Джидда) | Премьер-лига | 15 | 0 | ? | ? | — | — |

#### Как тренер
на 2 ноября 2020
| 2001/2002              | Лекко                  | Серия С1               | 10°                    | 21  | 7   | 7   | 7   |
| 2002/2003              | Ливорно                | Серия B                | 9°                     | 38  | 12  | 13  | 13  |
| 2003/2004              | Дженоа                 | Серия B                | уволен                 | 3   | 0   | 0   | 3   |
| 2004/2005              | Ливорно                | Серия А                | 9°                     | 20  | 6   | 7   | 7   |
| 2005/2006              | Ливорно                | Серия А                | отставка               | 23  | 10  | 8   | 5   |
| Всего в «Ливорно»      | Всего в «Ливорно»      | Всего в «Ливорно»      | Всего в «Ливорно»      | 81  | 28  | 28  | 25  |
| 2006—2008              | Италия                 | Евро-2008              | 1/4 финала             | 4   | 1   | 2   | 1   |
| Всего в сборной Италии | Всего в сборной Италии | Всего в сборной Италии | Всего в сборной Италии | 23  | 13  | 5   | 5   |
| 2008/2009              | Наполи                 | Серия А                | 12º                    | 11  | 2   | 5   | 4   |
| 2009/2010              | Наполи                 | Серия А                | уволен                 | 7   | 2   | 1   | 4   |
| Всего в «Наполи»       | Всего в «Наполи»       | Всего в «Наполи»       | Всего в «Наполи»       | 18  | 4   | 6   | 8   |
| 2010/2011              | Кальяри                | Серия А                | 14°                    | 18  | 10  | 4   | 12  |
| 2011/2012              | Парма                  | Серия А                | 8°                     | 21  | 10  | 7   | 4   |
| 2012/2013              | Парма                  | Серия А                | 10°                    | 39  | 13  | 11  | 15  |
| 2013/2014              | Парма                  | Серия А                | 6°                     | 41  | 17  | 13  | 11  |
| 2014/2015              | Парма                  | Серия А                | 20°                    | 40  | 7   | 8   | 25  |
| Всего в «Парме»        | Всего в «Парме»        | Всего в «Парме»        | Всего в «Парме»        | 141 | 47  | 38  | 56  |
| 2015/2016              | Болонья                | Серия А                | 14°                    | 28  | 9   | 9   | 10  |
| 2016/2017              | Болонья                | Серия А                | 15°                    | 41  | 13  | 8   | 20  |
| 2017/2018              | Болонья                | Серия А                | 15°                    | 39  | 11  | 6   | 22  |
| Всего в «Болонье»      | Всего в «Болонье»      | Всего в «Болонье»      | Всего в «Болонье»      | 108 | 33  | 23  | 52  |
| 2019                   | Шэньчжэнь              | Супер Лига             | 15°                    | 10  | 1   | 4   | 5   |
| 2020                   | Шэньчжэнь              | Супер Лига             | уволен                 | 4   | 1   | 0   | 3   |
| Всего                  | Всего                  | Всего                  | Всего                  | 427 | 138 | 113 | 176 |

### Международная

#### Как игрок
| Матчи Донадони за сборную Италии | Матчи Донадони за сборную Италии | Матчи Донадони за сборную Италии | Матчи Донадони за сборную Италии | Матчи Донадони за сборную Италии | Матчи Донадони за сборную Италии |
| Дата                             | Место проведения                 | Соперник                         | Счёт                             | Голы                             | Соревнование                     |
| -------------------------------- | -------------------------------- | -------------------------------- | -------------------------------- | -------------------------------- | -------------------------------- |
| 8 октября 1986                   | Болонья                          | Греция                           | 2:0                              | -                                | Товарищеский матч                |
| 15 ноября 1986                   | Болонья                          | Швейцария                        | 3:2                              | 1                                | Квалификация Евро-1988           |
| 6 декабря 1986                   | Валлетта                         | Мальта                           | 2:0                              | -                                | Квалификация Евро-1988           |
| 24 января 1987                   | Бергамо                          | Мальта                           | 5:0                              | -                                | Квалификация Евро-1988           |
| 14 февраля 1987                  | Лиссабон                         | Португалия                       | 1:0                              | -                                | Квалификация Евро-1988           |
| 18 апреля 1987                   | Кёльн                            | ФРГ                              | 0:0                              | -                                | Товарищеский матч                |
| 25 мая 1987                      | Осло                             | Норвегия                         | 0:0                              | -                                | Товарищеский матч                |
| 10 июня 1987                     | Цюрих                            | Аргентина                        | 3:1                              | -                                | Товарищеский матч                |
| 23 сентября 1987                 | Пиза                             | Югославия                        | 5:0                              | -                                | Товарищеский матч                |
| 17 октября 1987                  | Берн                             | Швейцария                        | 0:0                              | -                                | Квалификация Евро-1988           |
| 14 ноября 1987                   | Неаполь                          | Швеция                           | 2:1                              | -                                | Квалификация Евро-1988           |
| 5 декабря 1987                   | Милан                            | Португалия                       | 3:0                              | -                                | Квалификация Евро-1988           |
| 20 февраля 1988                  | Бари                             | СССР                             | 4:1                              | -                                | Товарищеский матч                |
| 31 марта 1988                    | Сплит                            | Югославия                        | 1:1                              | -                                | Товарищеский матч                |
| 27 апреля 1988                   | Люксембург                       | Люксембург                       | 3:0                              | -                                | Товарищеский матч                |
| 4 июня 1988                      | Брешиа                           | Уэльс                            | 0:1                              | -                                | Товарищеский матч                |
| 10 июня 1988                     | Дюссельдорф                      | ФРГ                              | 1:1                              | -                                | Евро-1988                        |
| 14 июня 1988                     | Франкфурт                        | Испания                          | 1:0                              | -                                | Евро-1988                        |
| 17 июня 1988                     | Кёльн                            | Дания                            | 2:0                              | -                                | Евро-1988                        |
| 22 июня 1988                     | Штутгарт                         | СССР                             | 0:2                              | -                                | Евро-1988                        |
| 19 октября 1988                  | Пескара                          | Норвегия                         | 2:1                              | -                                | Товарищеский матч                |
| 22 февраля 1989                  | Пиза                             | Дания                            | 1:0                              | -                                | Товарищеский матч                |
| 25 марта 1989                    | Вена                             | Австрия                          | 1:0                              | -                                | Товарищеский матч                |
| 29 марта 1989                    | Сибиу                            | Румыния                          | 0:1                              | -                                | Товарищеский матч                |
| 26 апреля 1989                   | Таранто                          | Венгрия                          | 4:0                              | -                                | Товарищеский матч                |
| 11 ноября 1989                   | Виченца                          | Алжир                            | 1:0                              | -                                | Товарищеский матч                |
| 15 ноября 1989                   | Лондон                           | Англия                           | 0:0                              | -                                | Товарищеский матч                |
| 21 декабря 1989                  | Кальяри                          | Аргентина                        | 0:0                              | -                                | Товарищеский матч                |
| 31 марта 1990                    | Базель                           | Швейцария                        | 1:0                              | -                                | Товарищеский матч                |
| 9 июня 1990                      | Рим                              | Австрия                          | 1:0                              | -                                | ЧМ-1990                          |
| 14 июня 1990                     | Рим                              | США                              | 1:0                              | -                                | ЧМ-1990                          |
| 19 июня 1990                     | Рим                              | Чехословакия                     | 2:0                              | -                                | ЧМ-1990                          |
| 30 июня 1990                     | Рим                              | Ирландия                         | 1:0                              | -                                | ЧМ-1990                          |
| 3 июля 1990                      | Неаполь                          | Аргентина                        | 1:1 3:4 (по пен.)                | -                                | ЧМ-1990                          |
| 26 сентября 1990                 | Палермо                          | Голландия                        | 1:0                              | -                                | Товарищеский матч                |
| 17 октября 1990                  | Венгрия                          | Венгрия                          | 1:1                              | -                                | Квалификация Евро-1992           |
| 1 мая 1991                       | Салерно                          | Венгрия                          | 3:1                              | 2                                | Квалификация Евро-1992           |
| 19 февраля 1992                  | Чезена                           | Сан-Марино                       | 4:0                              | 1                                | Товарищеский матч                |
| 25 марта 1992                    | Турин                            | Германия                         | 1:0                              | -                                | Товарищеский матч                |
| 31 мая 1992                      | Нью-Хейвен                       | Португалия                       | 0:0                              | -                                | Кубок США                        |
| 6 июня 1992                      | Чикаго                           | США                              | 1:1                              | -                                | Кубок США                        |
| 9 сентября 1992                  | Эйндховен                        | Голландия                        | 3:2                              | -                                | Товарищеский матч                |
| 14 октября 1992                  | Кальяри                          | Швейцария                        | 2:2                              | -                                | Квалификация ЧМ-1994             |
| 18 ноября 1992                   | Глазго                           | Шотландия                        | 0:0                              | -                                | Квалификация ЧМ-1994             |
| 19 декабря 1992                  | Валлетта                         | Мальта                           | 2:1                              | -                                | Квалификация ЧМ-1994             |
| 13 октября 1993                  | Рим                              | Шотландия                        | 3:1                              | 1                                | Квалификация ЧМ-1994             |
| 17 ноября 1993                   | Милан                            | Португалия                       | 1:0                              | -                                | Квалификация ЧМ-1994             |
| 23 марта 1994                    | Штутгарт                         | Германия                         | 2:1                              | -                                | Товарищеский матч                |
| 27 мая 1994                      | Парма                            | Финляндия                        | 2:0                              | -                                | Товарищеский матч                |
| 3 июня 1994                      | Рим                              | Швейцария                        | 1:0                              | -                                | Товарищеский матч                |
| 11 июня 1994                     | Нью-Хейвен                       | Коста-Рика                       | 1:0                              | -                                | Товарищеский матч                |
| 18 июня 1994                     | Нью-Йорк                         | Ирландия                         | 0:1                              | -                                | ЧМ-1994                          |
| 28 июня 1994                     | Вашингтон                        | Мексика                          | 1:1                              | -                                | ЧМ-1994                          |
| 5 июля 1994                      | Бостон                           | Нигерия                          | 2:1 (в д.в.)                     | -                                | ЧМ-1994                          |
| 9 июля 1994                      | Бостон                           | Испания                          | 2:1                              | -                                | ЧМ-1994                          |
| 13 июля 1994                     | Нью-Йорк                         | Болгария                         | 2:1                              | -                                | ЧМ-1994                          |
| 17 июля 1994                     | Нью-Йорк                         | Бразилия                         | 0:0 2:3 по (пен.)                | -                                | ЧМ-1994                          |
| 7 сентября 1994                  | Марибор                          | Словения                         | 1:1                              | -                                | Квалификация Евро-1996           |
| 16 ноября 1994                   | Палермо                          | Хорватия                         | 1:2                              | -                                | Квалификация Евро-1996           |
| 1 июня 1996                      | Будапешт                         | Венгрия                          | 2:0                              | -                                | Товарищеский матч                |
| 11 июня 1996                     | Ливерпуль                        | Россия                           | 2:1                              | -                                | Евро-1996                        |
| 14 июня 1996                     | Ливерпуль                        | Чехия                            | 1:2                              | -                                | Евро-1996                        |
| 19 июня 1996                     | Манчестер                        | Германия                         | 0:0                              | -                                | Евро-1996                        |

#### Как тренер
| Матчи сборной Италии под руководством Донадони | Матчи сборной Италии под руководством Донадони | Матчи сборной Италии под руководством Донадони | Матчи сборной Италии под руководством Донадони | Матчи сборной Италии под руководством Донадони |
| Дата                                           | Место проведения                               | Оппонент                                       | Счёт                                           | Соревнование                                   |
| ---------------------------------------------- | ---------------------------------------------- | ---------------------------------------------- | ---------------------------------------------- | ---------------------------------------------- |
| 16 августа 2006                                | Ливорно                                        | Хорватия                                       | 0:2                                            | Товарищеский матч                              |
| 2 сентября 2006                                | Неаполь                                        | Литва                                          | 1:1                                            | Квалификация Евро-2008                         |
| 6 сентября 2006                                | Париж                                          | Франция                                        | 1:3                                            | Квалификация Евро-2008                         |
| 7 октября 2006                                 | Рим                                            | Украина                                        | 2:0                                            | Квалификация Евро-2008                         |
| 11 октября 2006                                | Тбилиси                                        | Грузия                                         | 3:1                                            | Квалификация Евро-2008                         |
| 15 ноября 2006                                 | Бергамо                                        | Турция                                         | 1:1                                            | Товарищеский матч                              |
| 28 марта 2007                                  | Бари                                           | Шотландия                                      | 2:0                                            | Квалификация Евро-2008                         |
| 2 июня 2007                                    | Торсхавн                                       | Фарерские острова                              | 2:1                                            | Квалификация Евро-2008                         |
| 6 июня 2007                                    | Каунас                                         | Литва                                          | 2:0                                            | Квалификация Евро-2008                         |
| 22 августа 2007                                | Будапешт                                       | Венгрия                                        | 1:3                                            | Товарищеский матч                              |
| 8 сентября 2007                                | Милан                                          | Франция                                        | 0:0                                            | Квалификация Евро-2008                         |
| 12 сентября 2007                               | Киев                                           | Украина                                        | 2:1                                            | Квалификация Евро-2008                         |
| 13 октября 2007                                | Генуя                                          | Грузия                                         | 2:0                                            | Квалификация Евро-2008                         |
| 17 октября 2007                                | Сиена                                          | ЮАР                                            | 2:0                                            | Товарищеский матч                              |
| 17 ноября 2007                                 | Глазго                                         | Шотландия                                      | 2:1                                            | Квалификация Евро-2008                         |
| 21 ноября 2007                                 | Модена                                         | Фарерские острова                              | 3:1                                            | Квалификация Евро-2008                         |
| 6 февраля 2008                                 | Цюрих                                          | Португалия                                     | 3:1                                            | Товарищеский матч                              |
| 26 марта 2008                                  | Эльче                                          | Испания                                        | 0:1                                            | Товарищеский матч                              |
| 30 мая 2008                                    | Флоренция                                      | Бельгия                                        | 3:1                                            | Товарищеский матч                              |
| 9 июня 2008                                    | Берн                                           | Голландия                                      | 0:3                                            | Евро-2008                                      |
| 13 июня 2008                                   | Цюрих                                          | Румыния                                        | 1:1                                            | Евро-2008                                      |
| 17 июня 2008                                   | Цюрих                                          | Франция                                        | 2:0                                            | Евро-2008                                      |
| 22 июня 2008                                   | Вена                                           | Испания                                        | 0:0 (2:4 по пен.)                              | Евро-2008                                      |

## Достижения

### В качестве игрока
Милан
- Чемпион Италии (6): 1987/1988, 1991/1992, 1992/1993, 1993/1994, 1995/1996, 1998/1999
- Обладатель Суперкубка Италии (4): 1988, 1992, 1993, 1994
- Обладатель Кубка чемпионов (3): 1988/1989, 1989/1990, 1993/1994
- Обладатель Суперкубка УЕФА (3): 1989, 1990, 1994
- Обладатель Межконтинентального кубка (2): 1989, 1990

Аль-Иттихад (Джидда)
- Чемпион Саудовской Аравии: 1999/00

Сборная Италии
- Бронзовый призёр чемпионата Европы: 1988
- Бронзовый призёр чемпионата мира: 1990
- Серебряный призёр чемпионата мира: 1994

### Личные
- Символическая сборная года MLS: 1996
- Лауреат премии Гаэтано Ширеа: 1998
- Обладатель премии Андреа Фортунадо: 2014[182]